# VTJ Přerov
Vojenská tělovýchovná jednota Přerov byl poslední název vojenského fotbalového klubu z Přerova, který byl založen v roce 1953. Většina hráčů zde působila během základní vojenské služby. Zanikl v roce 1990.
Největším úspěchem klubu je účast ve třech ročnících nejvyšší oblastní/župní soutěže (1967/68, 1968/69 a 1969/70).

## Historické názvy
Zdroj: 
- 1953 – VTJ Přerov (Vojenská tělovýchovná jednota Přerov)
- 1956 – VTJ Dukla Přerov (Vojenská tělovýchovná jednota Dukla Přerov)
- 1976 – VTJ Přerov (Vojenská tělovýchovná jednota Přerov)

## Stručná historie klubu
Vojenská tělovýchovná jednota v Přerově byla založena v roce 1953. Působili zde mj. František Rak (ex-MŽ Olomouc), Luboš Vyjídák (ex-RD Jeseník), Jan Diviš (ex-PS Přerov) a Tibor Tažej (ex-VSS Košice). VTJ Přerov zanikla v roce 1990.

## Umístění v jednotlivých sezonách
Legenda: Z – zápasy, V – výhry, R – remízy, P – porážky, VG – vstřelené góly, OG – obdržené góly, +/− – rozdíl skóre, B – body, červené podbarvení – sestup, zelené podbarvení – postup, fialové podbarvení – reorganizace, změna skupiny či soutěže
| Československo (1953 – 1990) |                                         |        |    |     |     |     |     |     |     |    |        |
| Sezóny                       | Liga                                    | Úroveň | Z  | V   | R   | P   | VG  | OG  | +/− | B  | Pozice |
| ...                          |                                         |        |    |     |     |     |     |     |     |    |        |
| 1960/61                      | Okresní přebor Přerovska                | 5      | 22 | ... | ... | ... | ... | ... | ... |    | 1.     |
| 1961/62                      | I. třída Severomoravského kraje – sk. C | 4      | 22 | ... | ... | ... | ... | ... | ... |    |        |
| 1962/63                      | I. třída Severomoravského kraje – sk. C | 4      | 22 | ... | ... | ... | ... | ... | ... |    |        |
| ...                          |                                         |        |    |     |     |     |     |     |     |    |        |
| 1967/68                      | Severomoravský oblastní přebor          | 4      | 26 | 10  | 8   | 8   | 46  | 42  | +4  | 28 | 5.     |
| 1968/69                      | Severomoravský oblastní přebor          | 4      | 26 | 7   | 4   | 15  | 24  | 48  | −24 | 18 | 10.    |
| 1969/70                      | Středomoravský župní přebor             | 5      | 26 | 6   | 9   | 11  | 32  | 38  | −6  | 21 | 13.    |
| 1970/71                      | I. A třída Středomoravské župy – sk. A  | 6      | 26 | ... | ... | ... | ... | ... | ... |    |        |
| 1971/72                      | I. A třída Středomoravské župy – sk. A  | 6      | 26 | ... | ... | ... | ... | ... | ... |    |        |
| 1972/73                      | I. B třída Severomoravského kraje       | 7      | 26 | ... | ... | ... | ... | ... | ... |    |        |
| 1973/74                      | Okresní přebor Přerovska                | 8      | 26 | ... | ... | ... | ... | ... | ... |    |        |
| ...                          |                                         |        |    |     |     |     |     |     |     |    |        |